# Rudolf Eucken

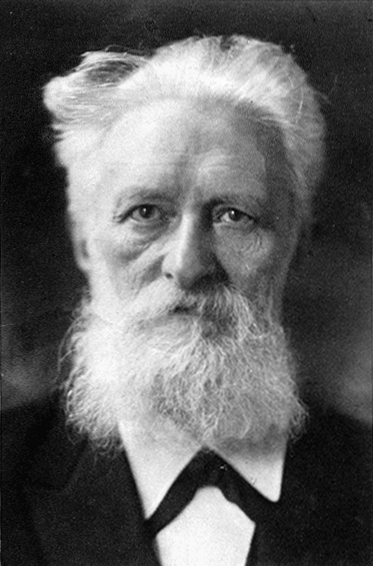
Rudolf Eucken

Rudolf Christoph Eucken (* 5. Januar 1846 in Aurich, Ostfriesland; † 15. September 1926 in Jena) war ein deutscher Philosoph. 1908 erhielt er den Nobelpreis für Literatur.

## Biografie

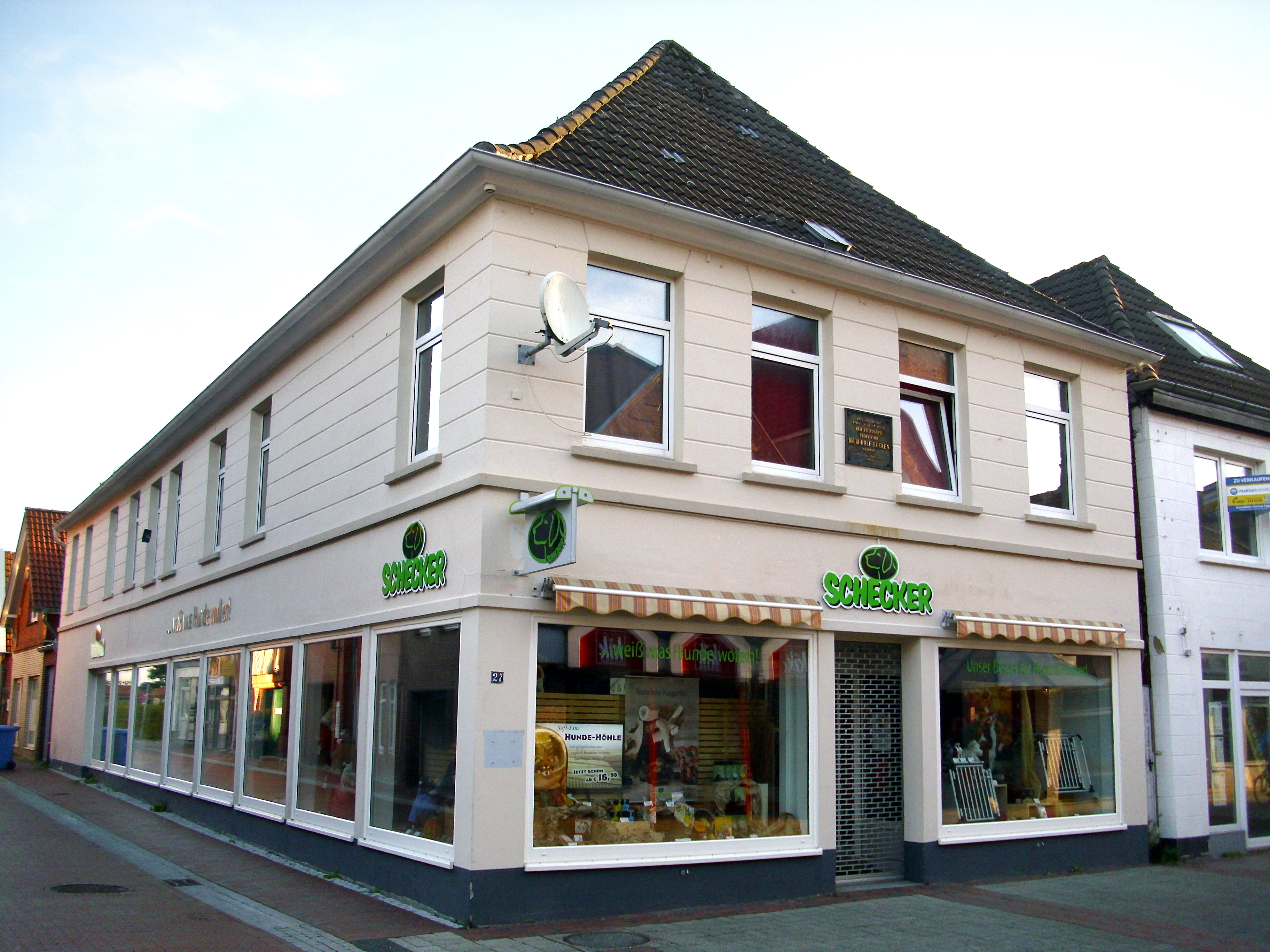
Geburtshaus von Rudolf Eucken in Aurich, Osterstraße 27

Euckens Vater, der Postmeister Ammo Becker Eucken (1792–1851), und sein einziger Bruder verstarben früh; umso enger war die Bindung an seine Mutter Ida Maria (geb. Gittermann, 1814–1872), die einer Pastorenfamilie entstammte.
Nach dem Besuch des Gymnasiums Ulricianum in Aurich studierte er ab 1863 Philosophie, klassische Philologie und Alte Geschichte bei Gustav Teichmüller und Rudolf Hermann Lotze an der Universität Göttingen, wo er sich in derselben Zeit wie Wilhelm Pfeffer 1863 der schwarzen Verbindung Frisia anschloss, der späteren Burschenschaft und dem heutigen Corps Frisia. Aus ihr trat er 1864 wieder aus, hielt aber weiterhin engen Kontakt und wurde 1875 schließlich zum Ehrenmitglied der Frisia ernannt.
Außerdem sang er im Studenten-Gesangverein Göttingen. Im Anschluss studierte er in Berlin. Eine engere Freundschaft pflegte er zu dem Philosophen Friedrich Adolf Trendelenburg. 1866 promovierte er über das Thema De Aristotelis dicendi ratione („Über den Stil des Aristoteles“).
Ab 1867 arbeitete Eucken als Gymnasiallehrer in Husum und Berlin. 1869 bis 1871 unterrichtete er Alte Sprachen und evangelische Religion am Städtischen Gymnasium Frankfurt am Main. Gleichzeitig beschäftigte sich Eucken weiterhin mit philosophiegeschichtlichen Fragen, insbesondere um Aristoteles und Thomas von Aquin.
1871 wurde er als Ordinarius der Philosophie und Pädagogik an die Universität Basel berufen; um Ostern 1874 folgte eine Professur für Philosophie an der Universität in Jena. Dort ernannte ihn 1891 der Klassisch-Philologische Verein zu Jena zum Ehrenmitglied.
Die Professur in Jena behielt er bis 1920; einige Rufe anderer Universitäten lehnte er ab.
1882 heiratete er Irene (1863–1941), Schwester von Carl Adolf Passow. Aus dieser Ehe gingen drei Kinder hervor, der Chemiker Arnold Eucken (1884–1950), die Tochter Ida Marie (* 10. Januar 1888; † 16. Oktober 1943), die Gesang (Sopran) studierte und unter anderen mit Max Reger auftrat, sowie der Nationalökonom Walter Eucken (1891–1950). Die Kinder wuchsen in einem weltoffenen und kulturell interessierten Elternhaus auf. Die Familie lebte ab 1888 in der „Villa Zeine“ am hochgelegenen Forstweg mit einem „herrlichen Blick auf Jena und das Saaletal“, so Eucken in seinen Lebenserinnerungen.
1908 erhielt Eucken den Nobelpreis für Literatur „auf Grund des ernsten Suchens nach Wahrheit, der durchdringenden Gedankenkraft und des Weitblicks, der Wärme und Kraft der Darstellung, womit er in zahlreichen Arbeiten eine ideale Weltanschauung vertreten und entwickelt hat“, wie es zur Begründung hieß.
Es folgten Austauschprofessuren in England (1911), den USA (1913–1914) und Holland (1914). Während des Ersten Weltkriegs unterstützte er die nationale Idee. So unterzeichnete er das Manifest der 93, das die Vorwürfe der Alliierten gegen Deutschland bestritt.

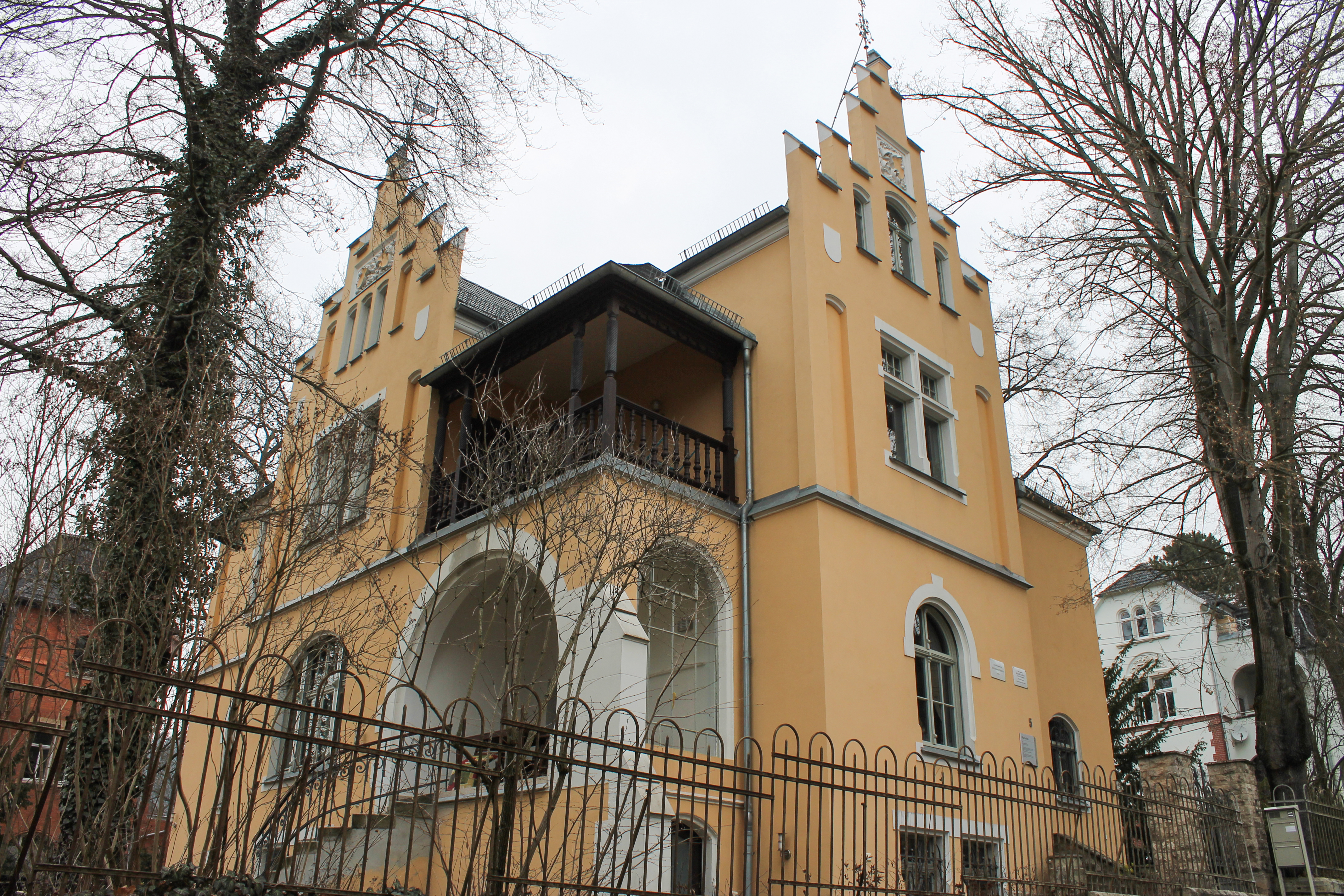
„Villa Eucken“: Euckens Wohnhaus in Jena, Botzstraße 5

Gedenkstein für Rudolf Eucken auf dem Friedhof in Aurich

Im Jahr 1910 hatte Eucken eine 1897 erbaute Villa in der Botzstraße 5 in Jena erworben, die seitdem „Villa Eucken“ genannt wird. Eucken war in Jena für seine Gastfreundschaft bekannt. Seine Villa wurde zu einem Treffpunkt für Künstler, Gelehrte und Studenten, hier gingen unter anderen der Komponist Max Reger und Literaten wie Stefan George und Hugo von Hofmannsthal ein und aus. Der schottische Dichter Charles Sorley, der sich als Student im Sommersemester 1914 in Jena aufhielt, beschrieb in einem Brief das rege Treiben beim sonntäglichen Tee in Euckens Villa: „Eucken war außergewöhnlich freundlich zu mir und sprach sehr nett über Euch. Doch bald fluteten Scharen aller möglichen Völker, Nationen und Sprachen herein – Griechen, Türken, Russen, Amerikaner und Japaner –, und es gestaltete sich zu einem höchst lustvollen Gedränge […] Nun ja, wir alle wandelten im Garten umher und redeten […] und die Menge wurde nicht kleiner bis Viertel vor acht. […] Und Eucken stand zur Verabschiedung an der Tür und versicherte allen Gästen, als sie aufbrachen, daß sie für ihn das Vergnügen des Tages gewesen wären.“ In einem anderen Brief resümierte Sorley, Eucken werde in Jena „hauptsächlich als eine gesellschaftliche Erscheinung geschätzt“.
Am 5. Januar 1916 – Euckens 70. Geburtstag – wurde er zum Ehrenbürger der Stadt Jena ernannt. Als Begründung wurde genannt, dass er als Professor der Universität Jena 41 Jahre lang „als Zierde der Hochschule zum Ruhme der Stadt“ beigetragen habe. In seinen Büchern Der Sinn und Wert des Lebens und Geistige Strömungen der Gegenwart setzte Eucken sich kritisch mit dem Monismus seines Jenaer Kollegen Ernst Haeckel auseinander, mit dem er persönlich aber befreundet war.
Auf Euckens Anregung hin wurde am 26. September 1918 in Wittenberg die Luther-Gesellschaft gegründet, die ein ethisch verwurzeltes Geistesleben durch Forschung und Bildung fördern sollte. Anhänger von Eucken begründeten 1919 in Jena den neuidealistischen Euckenbund (siehe unten). Am 1. April 1920 verließ Eucken die Universität, an der er 46 Jahre lang gewirkt hatte.
Am 15. September 1926 starb Rudolf Eucken im Alter von 80 Jahren in Jena an den Folgen einer Lungenentzündung. Am 18. September wurde sein Leichnam eingeäschert. Die Asche wurde seiner Witwe übergeben, ihr weiterer Verbleib ist unklar. Auf dem Friedhof in Euckens Geburtsstadt Aurich steht ein Gedenkstein für Eucken, dort befindet sich aber kein Grab.

## Werk
Mit seiner Abhandlung Geschichte und Kritik der Grundbegriffe der Gegenwart (1878) wandte sich Eucken der Lebensphilosophie zu und wurde zu einem ihrer populärsten Vertreter. In den Grundlinien einer neuen Lebensanschauung (1907) lehnt er jede Form des Intellektualismus in der Philosophie ab und propagiert einen (nachkantianischen) „schöpferischen Aktivismus“. Die Philosophie soll zur Aktivierung der gemeinsamen schöpferischen Lebenskraft aller Menschen beitragen. In Der Sinn und Wert des Lebens (1908) zeigt Eucken, dass die Welt im 19. Jahrhundert eine Abwendung von einer unsichtbaren und die Hinwendung zur sichtbaren Welt vollzogen habe. Die Menschheit widmet sich der Realität. Je enger sie mit ihr verbunden ist, desto fester wird ihre Zuversicht, den Sinn und Wert des Lebens im Realen diesseits von Religion und Metaphysik zu finden. Die Grundlage dieses sichtbaren Universums bildet die Arbeit, der Mensch wird zum Diener des Arbeitskollektivs. Dennoch lehnt Eucken den Sozialismus ab (Der Sozialismus und seine Lebensgestaltung, 1920).
Viele Werke Euckens wurden ins Englische übersetzt, einige wenige auch in andere Sprachen. Noch 1997 erschien eine chinesische Übersetzung von Der Sinn und Wert des Lebens.

## Rezeption
Euckens Werk fand hohe Anerkennung vor allem in Schweden, aber auch in Großbritannien, den USA und Japan. König Oscar II. befasste sich mit den religionsphilosophischen Schriften, und Eucken wurde Mitglied der Schwedischen Akademie der Wissenschaften. Seine Auszeichnung mit dem Literaturnobelpreis nahmen deutsche Gelehrte wie Ernst Haeckel dagegen eher mit Skepsis auf. Eucken hatte in der deutschen Wissenschaft eher eine Außenseiterposition, und der Wert seiner Schriften wurde hinsichtlich sprachlicher und systematischer Qualität geringgeschätzt. Heutzutage ist Rudolf Eucken weitgehend in Vergessenheit geraten.
Rudolf Eucken war ein Lehrer Max Schelers, der von ihm promoviert wurde. Ferdinand Fellmann hob die Gemeinsamkeiten zwischen Eucken und der späteren Phänomenologie Edmund Husserls hervor. Er bezeichnete Euckens „Reduktionslehre“ als Brückenschlag „zwischen deutschem Idealismus und Phänomenologie“.
Eucken hatte nach 1900 zunehmend versucht, seinen lebensphilosophischen Ansichten eine breitere Wirkung zu verschaffen. Durch seine zahlreichen Veröffentlichungen, Vorträge, die Pflege von Freundschaften und durch Korrespondenzen mit Wissenschaftlern, Publizisten, Theologen und Politikern im In- und Ausland gelang es ihm, eine wachsende Schar von Gleichgesinnten und Anhängern zu gewinnen. Dieser sogenannte „Eucken-Kreis“ gründete 1919 den „Euckenbund“ mit Sitz in Jena und Filialen in anderen Städten. Nach Rudolf Euckens Tod 1926 spielte sein Sohn Walter eine prägende Rolle in der Vereinigung. Der Euckenbund gab die Zeitschrift Die Tatwelt heraus, die bis 1943 erschien und in der unter anderem Carl Friedrich von Weizsäcker, Helmut Schelsky und Gerhard Ritter regelmäßig Beiträge veröffentlichten. Ein von 2012 bis 2018 laufendes Projekt der Deutschen Forschungsgemeinschaft erforschte die zuvor trotz reichlicher Quellen noch nicht erschlossene Geschichte des Eucken-Kreises und des Euckenbundes.

## Ehrungen

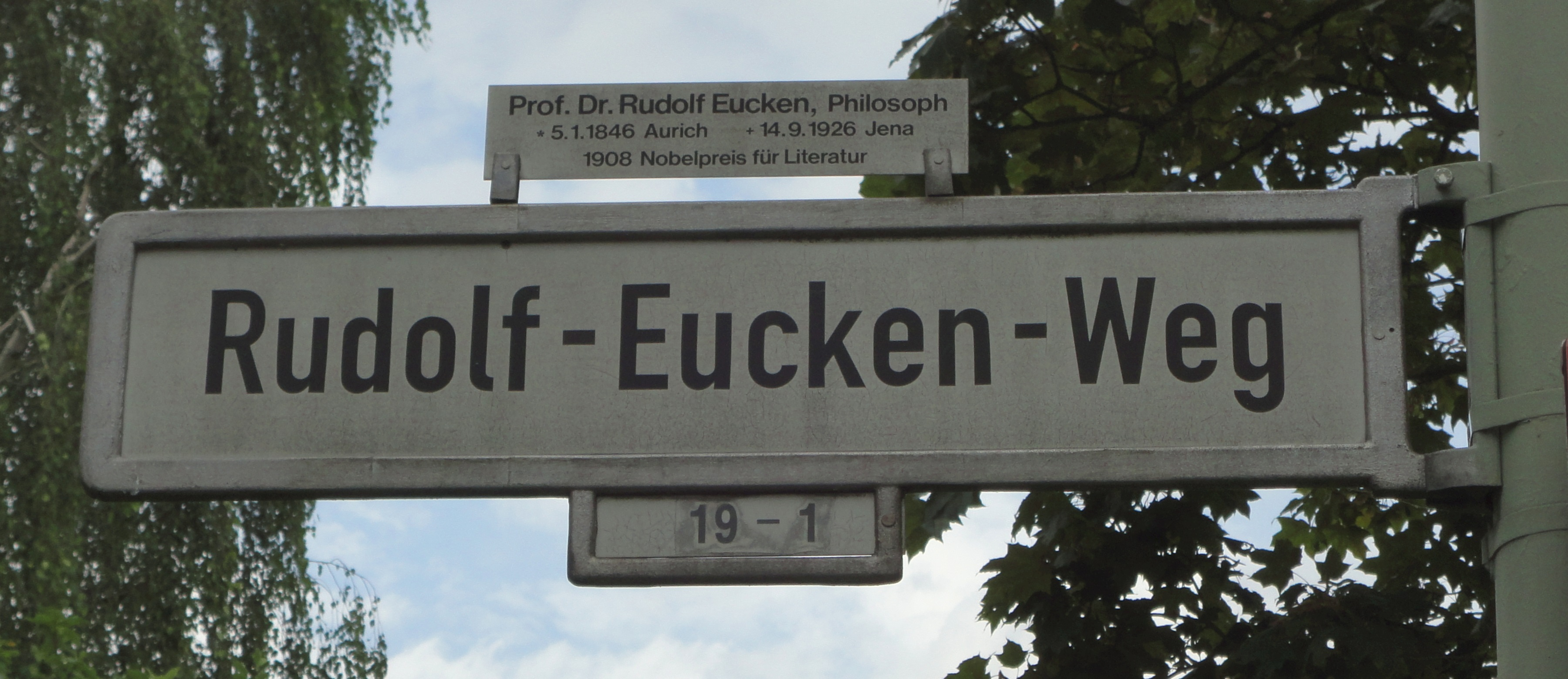
Rudolf-Eucken-Weg in Göttingen

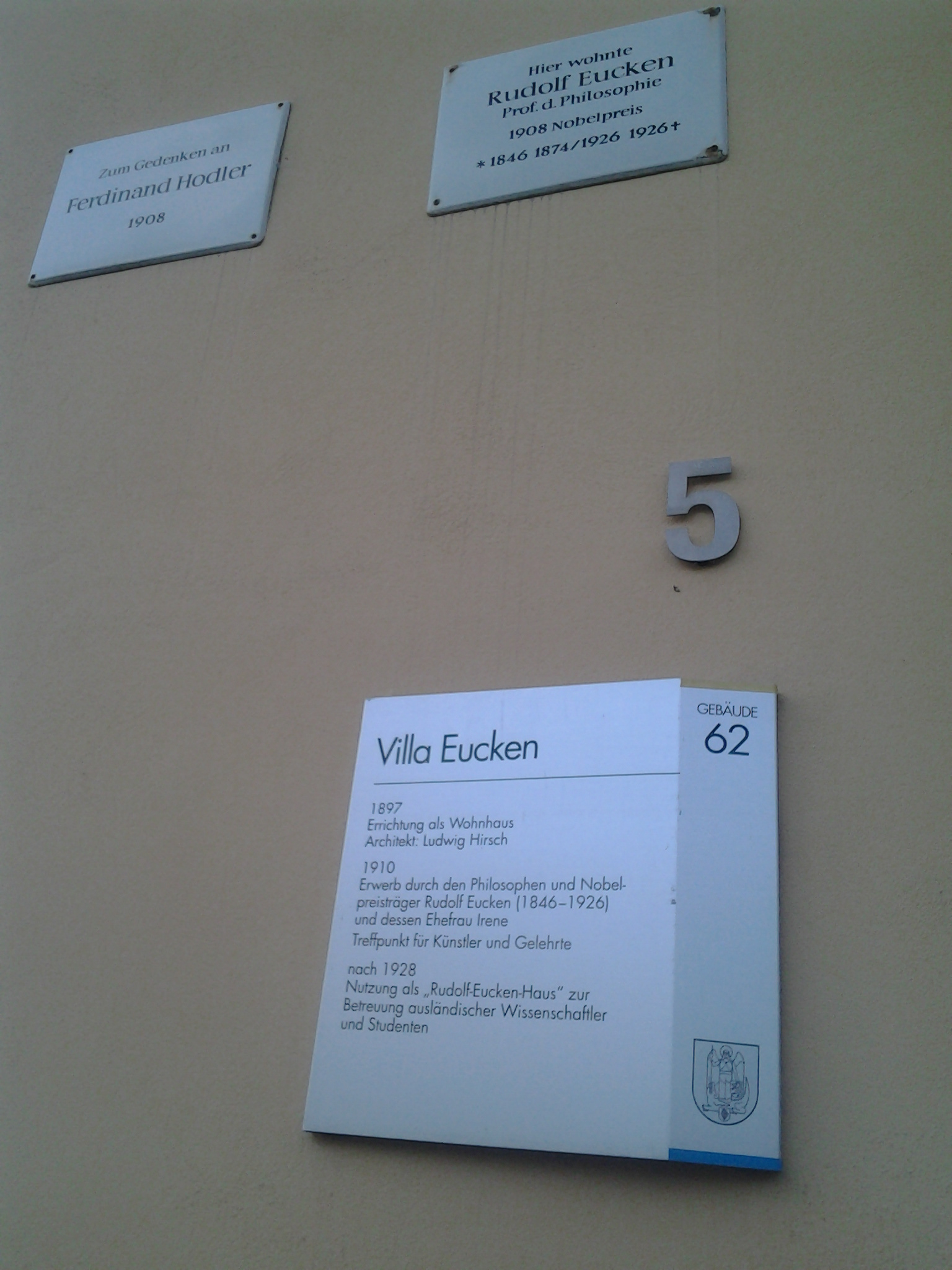
Gedenktafeln an der Villa Eucken in Jena. Die Tafel links oben erinnert an den Maler Ferdinand Hodler, der 1908 hier wohnte.

- 1908 erhielt er den Nobelpreis für Literatur für seine Weltanschauung und deren Darstellung.
- 1916 wurde er Ehrenbürger der Stadt Jena.
- Mehrere Straßen wurden nach ihm benannt, unter anderem in Aurich, Bremen-Neustadt, Emden, Esens, Frankfurt am Main, Göttingen-Weende, Hamburg, Jena, Moormerland, München, Norden und Nürnberg-Langwasser.

## Werke (Auswahl)
Quelle:
- Gesammelte Werke, herausgegeben von Rainer A. Bast. 19 Bde. in 14 Bdn. Hildesheim u. a.: Olms-Weidmann 2005-11.
- Die Methode der aristotelischen Forschung, 1872
- Geschichte und Kritik der Grundbegriffe der Gegenwart, 1878, 2. veränd. Aufl. 1893; auch ins Englische übersetzt, 1880
- Geschichte der philosophischen Terminologie, 1879
- Prolegomena zu Forschungen über die Einheit des Geisteslebens in Bewußtsein und That der Menschheit, 1885
- Die Einheit des Geisteslebens in Bewusstsein und That der Menschheit. Untersuchungen, 1888
- Die Lebensanschauungen der großen Denker, 1890
- Der Kampf um einen geistigen Lebensinhalt, 1896
- Der Wahrheitsgehalt der Religion, 1901
- Grundlinien einer neuen Lebensanschauung, 1907
- Philosophie der Geschichte, 1907
- Einführung in die Philosophie des Geisteslebens, 1908
- Geistige Strömungen der Gegenwart, 1909 [= 4. umgearb. Aufl. von Geschichte und Kritik, 1878]; 4. Aufl. (1913), online.
- Der Sinn und Wert des Lebens, 1908. Chinesische Übersetzung 1921: Ludaofu-Aoyiken (Rudolf Eucken): Shenghuo-di-yiyi-yu-jiazhi. Wan Yi yi 1997.
- Erkennen und Leben, 1912
- Present-day Ethics in their Relation to the Spiritual Life (Alltagsethik in ihrem Verhältnis zum geistigen Leben), Vorlesungen, 1913
- Die weltgeschichtliche Bedeutung des deutschen Geistes, 1914
- Die Träger des deutschen Idealismus, 1915[14]
- Die geistesgeschichtliche Bedeutung der Bibel, 1917
- Mensch und Welt. Eine Philosophie des Lebens, 1918
- Deutsche Freiheit. Ein Weckruf, 1919
- Der Sozialismus und seine Lebensgestaltung, 1920
- mit Carsun Chang: Das Lebensproblem in Deutschland und China, 1921
- Der Kampf um die Religion in der Gegenwart, 1922
- Ethik als Grundlage des staatsbürgerlichen Lebens, 1924